# Lionel Florence
Lionel Florence, né le 29 avril 1958 à Nancy, est un parolier, artiste peintre et photographe français.

## Biographie
Lionel Florence vit à Metz jusqu'à ses 18 ans. À Paris, il suit des études d'arts plastiques.
Après la licence, il est muté dans diverses banlieues parisiennes en tant que professeur de dessin[réf. souhaitée].
Parallèlement, il écrit et compose des chansons.
Courant 1994-1995, Lionel Florence participe au projet caritatif Entre sourires et larmes où Jane Birkin, Alain Chamfort, Pascal Obispo, Graziella de Michele, Kent sont ses premiers interprètes[source secondaire souhaitée]. C'est via ce projet que la rencontre avec Pascal Obispo se fait. Leurs premières collaborations amèneront les premiers tubes Lucie et Savoir aimer qui sont devenus des standards de la chanson française. Depuis, Lionel Florence est souvent associé aux projets musicaux supervisés par Pascal Obispo via sa société d'édition Atletico Music[source secondaire souhaitée].
Il est cosignataire, avec Patrice Guirao, des paroles de plusieurs comédies musicales à succès : Les Dix Commandements (2000), Le Roi Soleil (2005), Cléopâtre (2009) et Robin des Bois (2013), en totalité ou partiellement.
En 2003, Lionel Florence fait partie du jury lors de la première saison de l'émission Nouvelle Star diffusée sur M6.
Florent Pagny dit de lui que « c'est juste le type qui a écrit mes plus gros titres » ; il participe d'ailleurs avec Maître Gims et Dany Synthé à quelques chansons de l'album Le Présent d'abord de Pagny.

## Discographie
- 1986 : Avec ma baby-sister (single sorti chez EMI Music)

## Collaborations artistiques

### Parolier
L'ensemble des chansons indiquées ci-dessous sont signées en tant qu'auteur ou coauteur par Lionel Florence. Afin de faciliter la lecture, chaque item contient l'année, le titre et le premier interprète. Si reprise ou adaptation il y a, elle est inscrite à la suite sur la même ligne. Pour plus de cohérence, les différents interprètes des spectacles musicaux (Les Dix Commandements, Le Roi Soleil, Cléopâtre, Adam et Ève : La Seconde Chance et Robin des Bois) ne sont pas indiqués.
- Années 1995-1999
  - 1995 : D'un geste ordinaire (Jane Birkin - dans le cadre du projet Entre sourire et larmes)
  - 1995 : Vu du ciel (Alain Chamfort - dans le cadre du projet Entre sourire et larmes)
  - 1995 : Les Yeux fermés (Jane Birkin / Brett Anderson - dans le cadre du projet Entre sourire et larmes)
  - 1995 : Fais-moi l'amour (Kent - dans le cadre du projet Entre sourire et larmes)
  - 1995 : Le Garçon qui s'en va (Graziella de Michele - dans le cadre du projet Entre sourire et larmes)
  - 1995 : Une rose à la main (Lionel Florence - dans le cadre du projet Entre sourire et larmes)
  - 1996 : Sous le soleil (Avy Marciano - générique de la série télévisée)
  - 1997 : Savoir aimer (Florent Pagny) - reprise par Florent Pagny et Daran en 2001
  - 1997 : Chanter (Florent Pagny) - reprise par Florent Pagny et Isabelle Boulay en 2001
  - 1997 : Lucie (Pascal Obispo)
  - 1997 : Sa raison d'être (Ensemble contre le sida)
  - 1997 : Qu'on ne me parle plus de toi (Pascal Obispo / Virginie Ledoyen - dans le cadre du projet Ensemble contre le sida)
  - 1997 : Sans remords ni regret (Michel Delpech)
  - 1998 : Debout (Johnny Hallyday)
  - 1998 : Seul (Johnny Hallyday)
  - 1998 : Le temps passe (Johnny Hallyday)
  - 1998 : Les Moulins à vent (Johnny Hallyday)
  - 1999 : De cendres et de terres (Calogero)
  - 1999 : Soledad (Pascal Obispo)
  - 1999 : Tu ne m'as pas laissé le temps (David Hallyday)
  - 1999 : On s'en va (David Hallyday)
  - 1999 : Un paradis un enfer (David Hallyday)
  - 1999 : Rêver de toi (David Hallyday)
  - 1999 : Virtuel (David Hallyday)
  - 1999 : Des mots (David Hallyday)
  - 1999 : Vivre pour le meilleur (Johnny Hallyday)
  - 1999 : La Clé (Patricia Kaas)
  - 1999 : Une femme comme une autre (Patricia Kaas)
  - 1999 : Et je m'en veux (Patricia Kaas)
- Années 2000-2004
  - 2000 : Les Dix Commandements (Je laisse à l'abandon, Il s'appellera Moïse, Le dilemme, A chacun son rêve, La peine maximum, Je n'avais jamais prié, Sans lui, Oh Moïse, Il est celui que je voulais, Celui qui va, Mais tu t'en vas, C'est ma volonté, Laisse mon peuple s'en aller, A chacun son glaive, L'inacceptable, L.I.B.R.E, Devant la mer, Les dix commandements, Mon frère, L'envie d'aimer)
  - 2000 : Je manque de toi (Fred Blondin)
  - 2000 : Les Aimants (Fred Blondin)
  - 2000 : Comme le monde est grand (Kyo)
  - 2000 : Que tu reviennes (Patrick Fiori)
  - 2000 : Tout le monde sait parler d'amour (Patrick Fiori)
  - 2000 : Libre (Sébastien Izambard)
  - 2000 : Même si vivre (Sébastien Izambard)
  - 2000 : Un coin d'enfance (Sébastien Izambard)
  - 2000 : J't'en veux (Sébastien Izambard)
  - 2000 : Si tu savais (Sébastien Izambard)
  - 2000 : Dis-le quand même (Sébastien Izambard)
  - 2000 : Paris - New York (Marc Laurens)
  - 2000 : Tête à tête (Marc Laurens)
  - 2000 : Une heure entre deux (Marc Laurens)
  - 2000 : Si tu ouvres tes bras (Ishtar)
  - 2000 : Châtelet-les-Halles (Florent Pagny) - reprise par Florent Pagny et Calogero en 2001
  - 2000 : L'Air du temps (Florent Pagny) - reprise par Florent Pagny et Cécilia Cara en 2001.
  - 2000 : Y'a pas un homme qui soit né pour ça (Florent Pagny)
  - 2000 : Un mot de Prévert (Florent Pagny)
  - 2000 : Et un jour, une femme (Florent Pagny) - reprise par Florent Pagny et Marc Lavoine en 2001
  - 2001 : L'amour a tous les droits (Ismaël Lô)
  - 2001 : Pause (Pablo Villafranca)
  - 2001 : Est-ce qu'on saura (Pablo Villafranca)
  - 2001 : On n'oublie pas d'où l'on vient (Florent Pagny / Pascal Obispo)
  - 2002 : Aussi libre que moi (Calogero)
  - 2001 : Aimer éperdument (Pablo Villafranca)
  - 2001 : On n'aime qu'une fois (Pablo Villafranca)
  - 2002 : Tien an men (Calogero)
  - 2002 : Juste un peu de silence (Calogero)
  - 2002 : Partir ou rester (Calogero)
  - 2002 : Je vis où tu m'as laissé (Calogero)
  - 2002 : La femme est l'avenir de l'amour (Youssou N'Dour)
  - 2002 : So many men (Youssou N'Dour / Pascal Obispo)
  - 2002 : Tu trouveras (Natasha St-Pier)
  - 2002 : Alors on se raccroche (Natasha St-Pier)
  - 2002 : Tous les au-revoir se ressemblent (Natasha St-Pier)
  - 2002 : Les chansons ne servent à rien (Natasha St-Pier)
  - 2002 : De l'amour le mieux (Natasha St-Pier)
  - 2002 : Les diamants sont solitaires (Natasha St-Pier)
  - 2002 : Rentrer chez soi (Maurane)
  - 2002 : Je chanterai (Pedro Alves)
  - 2002 : Juste un geste (Nourith)
  - 2002 : Pour un seul homme (Nourith)
  - 2002 : Loin du seul (Nourith)
  - 2002 : Regarder une femme (Pedro Alves)
  - 2002 : Un jour, je t'emmenerai (Thibaut Durand)
  - 2002 : Je ne pourrai plus aimer (Jenifer) - Sous le pseudonyme de Pierre Lorain
  - 2002 : Donne-moi le temps (Jenifer) - Sous le pseudonyme de Pierre Lorain
  - 2002 : Les Filles décoratives (Jean-Pascal Lacoste) - Sous le pseudonyme de Pierre Lorain
  - 2003 : Je te souhaite (Natasha St-Pier)
  - 2003 : Quand on cherche l'amour (Natasha St-Pier)
  - 2003 : Tant que c'est toi (Natasha St-Pier)
  - 2003 : Croire (Natasha St-Pier)
  - 2003 : J'oublie toujours (Natasha St-Pier)
  - 2003 : Cassé (Nolwenn Leroy)
  - 2003 : Rayer L'émotion inutile (Nolwenn Leroy)
  - 2003 : 14 février (Nolwenn Leroy)
  - 2003 : À côté du soleil (Cristina Marocco)
  - 2003 : Je trace (Florent Pagny)
  - 2003 : Ma liberté de penser (Florent Pagny)
  - 2003 : Guérir (Florent Pagny)
  - 2003 : Regarde (Hélène Ségara)
  - 2003 : Avant (Thierry Amiel)
  - 2003 : À personne d'autre (Patxi Garat / Anne) - adaptation française par Lionel Florence
  - 2003 : Et un jour arrive (Thierry Amiel)
  - 2004 : J'aurai préféré (Chimène Badi)
  - 2004 : Ici (Isabelle Boulay)
  - 2004 : Yalla (Calogero)
  - 2004 : Qui parlait (Calogero)
  - 2004 : Safe sex (Calogero)
  - 2004 : De passage (Cérena)
  - 2004 : On ne sert à rien (Pascal Obispo / Isabelle Adjani)
  - 2004 : Central park (Francis Maggiulli)
  - 2004 : Madame (Francis Maggiulli)
  - 2004 : Viens (Francis Maggiulli)
  - 2004 : C'est aujourd'hui (Francis Maggiulli)
  - 2004 : Même si (Francis Maggiulli / Veronica Antico)
  - 2004 : C'est quoi, c'est l'habitude (Isabelle Boulay)
  - 2004 : Mon seul amour (Line Renaud)
  - 2004 : Les Gestes, pas les mots (Nâdiya)
  - 2004 : Fan (Pascal Obispo)
  - 2004 : La Prétention de rien (Pascal Obispo)
  - 2004 : Merci l'artiste (Pascal Obispo)
  - 2004 : Quelqu'un nous appelle (Pascal Obispo)
  - 2004 : Mourir Demain (Pascal Obispo / Natasha St-Pier)
  - 2004 : Besoin de rêver (Pascal Obispo)
  - 2004 : D'un piano à l'autre (Pascal Obispo)
  - 2004 : Une folie de plus (Pascal Obispo)
  - 2004 : Zinédine (Pascal Obispo)
  - 2004 : Les Fans et les chansons d'abord (Pascal Obispo)
  - 2004 : L'amour suffit (Julie Zenatti)
  - 2004 : On efface (Julie Zenatti)
- Années 2005-2009
  - 2005 : Trop lourd dans mon cœur (Anastacia) - adaptation française par Lionel Florence
  - 2005 : C'est écrit (Anggun)
  - 2005 : Je suis libre (Anggun)
  - 2005 : Lâche-toi (Julian Cely) - Sous le pseudonyme de Pierre Lorain
  - 2005 : Sale temps (John Eyzen) - Sous le pseudonyme de Pierre Lorain
  - 2005 : Le Roi Soleil (Contre ceux d'en haut, Qu'avons-nous fait de vous, Je serai à lui, Être à la hauteur, Ça marche, Où ça mène quand on s'aime, Encore du temps, À qui la faute, Je fais de toi mon essentiel, S'aimer est interdit, Répartir, Pour arriver à moi, Un geste à vous, Entre ciel et terre, Alors d'accord, J'en appelle, Personne n'est personne, Et vice Versailles, La vie passe, Tant qu'on rêve encore)
  - 2005 : L'Amour qu'il faut (Daniel Lévi)
  - 2005 : La Peine de vivre (Daniel Lévi)
  - 2005 : La Douleur d'un homme (Daniel Lévi)
  - 2005 : Quarante et quelques (Daniel Lévi)
  - 2005 : Play (Ginie Line)
  - 2005 : Ca ne se commande pas (Ginie Line)
  - 2005 : L'Absence (Ginie Line)
  - 2005 : L'Homme que je suis (Julio Iglesias)
  - 2005 : Je laisse faire (Sarah Théry) - Sous le pseudonyme de Pierre Lorain
  - 2006 : Katmandou (Jérémy Chatelain)
  - 2006 : Faudrait que j'me réveille (Jérémy Chatelain)
  - 2006 : J'veux qu'on m'enterre (Jérémy Chatelain)
  - 2006 : Celui que j'étais (Emmanuel Moire)
  - 2006 : Rosa (Pascal Obispo)
  - 2006 : 1980 (Pascal Obispo)
  - 2006 : La Machine (Pascal Obispo)
  - 2006 : Noir (Pascal Obispo)
  - 2006 : Las Vegas (Pascal Obispo)
  - 2006 : Libre comme Picasso (Pascal Obispo)
  - 2006 : Après quoi on court (Pascal Obispo)
  - 2006 : Sur la voix ferré (Pascal Obispo)
  - 2006 : Les Fleurs du bien (Pascal Obispo)
  - 2006 : L'Essentiel (Pascal Obispo)
  - 2006 : De nous (Natasha St-Pier)
  - 2006 : Comme dans un train (Natasha St-Pier)
  - 2006 : Longueurs d'onde (Natasha St-Pier)
  - 2007 : Nouveau français (Amel Bent)
  - 2007 : Elle était là (Davide Esposito)
  - 2007 : C'est ma terre (Christophe Maé)
  - 2007 : Parce qu'on sait jamais (Christophe Maé)
  - 2007 : L'Art et la Manière (Christophe Maé)
  - 2007 : On s'attache (Christophe Maé)
  - 2007 : De vous à moi (Julio Iglesias)
  - 2007 : C'était écrit (Marilou)
  - 2007 : L'Espoir (Marilou)
  - 2007 : Nouveau voyage (Pascal Obispo)
  - 2007 : Y'a un ange (Pascal Obispo)
  - 2007 : Ce que j'ai fait de ma vie (Johnny Hallyday) - adaptation par Lionel Florence
  - 2008 : Cléopâtre (Le serment, Femme d'aujourd'hui, Une autre vie, Je serai fidèle, De l'ombre à la lumière, Tout sera stratagème, L'accord, Pour nous, Ça fait mal, Aujourd'hui et maintenant, Il faut partir, On s'aimera quand même, Tout est éphémère, Bien après l’au-delà, La vie reprend)
  - 2008 : Quand tu ne m'aimeras plus (Cindy Daniel)
  - 2008 : Assis par terre (Louisy Joseph)
  - 2008 : Le Jour de paye (Louisy Joseph)
  - 2008 : Imagine de John Lennon (Louisy Joseph)
  - 2008 : Jusqu'au bout (Sofia Mestari)
  - 2009 : Le Drapeau (Pascal Obispo)
  - 2009 : Idéaliste (Pascal Obispo)
  - 2009 : Si je manquais de ta peau (Pascal Obispo)
  - 2009 : Sous le chapiteau (Pascal Obispo)
  - 2009 : M. Sunshine (Pascal Obispo)
  - 2009 : Magic trip (Pascal Obispo)
  - 2009 : J'ai dit oui (Pascal Obispo)
  - 2009 : L'Histoire (Pascal Obispo)
- Années 2010-2014
  - 2010 : L'Instinct masculin (Patrick Fiori)
  - 2010 : Parce qu'on m'a dit (Patrick Fiori)
  - 2010 : Salutations distinguées (Garou) - Sous le pseudonyme de Pierre Lorain
  - 2010 : Dingue Dingue Dingue (Christophe Maé)
  - 2010 : Nature (Christophe Maé)
  - 2010 : Mister Joe (John Mamann)
  - 2010 : Il y a un paradis (Quentin Mosimann)
  - 2011 : Adam et Ève : La Seconde Chance (Rien ne se finit, Ce qu'on ne m'a jamais dit, Ma bataille, Demain comme la veille, Game over, De l'autre côté, Et Dieu dans tout ça, Il reste encore l'amour, Le meilleur) - Sous le pseudonyme de Pierre Lorain
  - 2012 : Le Meilleur de nous (Merwan Rim)
  - 2013 : Robin des Bois (La Flèche ou la Cible, Notthing Hill Nottingham, J'ai dit oui, Ne renoncez jamais, Un monde à changer, Terre, La Providence, J'attendais, On est là pour ça, Y renoncer un jour, Tes blessures, Laissez-nous vivre, Devenir quelqu'un, Quinze ans à peine, Lui sait qui je suis, À nous, Un ami comme toi, Elles portent en elles, Gloria, Le Jour qui se rêve, Si l'amour existe)
  - 2013 : Je ne sais pas (Florent Mothe)
  - 2013 : La Vie simplement (Mickaël Miro)
  - 2013 : Ma pétition (Mickaël Miro)
  - 2013 : Rien de personnel (Mickaël Miro)
  - 2013 : Qui aimera verra (Mickaël Miro)
  - 2013 : Tu es là (Mickaël Miro)
  - 2014 : Une vie de con (Dumè)
  - 2014 : Je ne sais rien faire (Dumè)
  - 2014 : Charlie Chaplin (Dumè)
  - 2014 : La Moitié du chemin (Dumè)
  - 2014 : Solitaire (Dumè)
  - 2014 : Je ne suis qu’un homme (Vincent Niclo)
  - 2014 : Pour une fois (Vincent Niclo, Anggun)
  - 2014 : Sans avoir à le dire (Vincent Niclo)
  - 2014 : C'est ma terre (Vox Angeli)
  - 2014 : Rosa (Vox Angeli)
  - 2014 : Alcaline (Alizée)
  - 2014 : Bi (Alizée)
  - 2014 : Blonde (Alizée)
  - 2014 : K-O (Alizée)
  - 2014 : Mylène Farmer (Alizée)
- Années 2015-2019
  - 2015 : Les Trois Mousquetaires (De mes propres ailes, Un jour, Face à face, Je t'aime c'est tout, Je suis cash, On my mind, Et si c'était lui, Ho hé, Seul contre tous, Reste, Tout est écrit, Tous pour un, J'ai besoin d'amour comme tout le monde, Levons-nous)
  - 2015 : Julian (Roberto Bellarosa)
  - 2016 : Je ne sais pas (Vincent Niclo)
  - 2017 : Le Présent d'abord (Florent Pagny)
  - 2017 : Gandhi (Florent Pagny)
  - 2019 : Livret de la comédie musicale Bernadette de Lourdes[2]
- Années 2020-2024
  - 2020 : Quel temps fait-il ?(Marc Pilato)
  - 2020 : Un homme peut en cacher un autre  (Marc Pilato)

## Récompenses
- Prix Rolf Marbot pour le titre Vu du Ciel
- Prix Vincent-Scotto pour le titre Tu ne m'as pas laissé le temps
- Victoire de la musique pour le titre L'Envie d'aimer
- Grand prix SACEM de la Chanson française créateur/auteur 2009